# Charydżyzm
Charydżyzm (arab. ‏خوارج,‎ chawāridż) – najmniejszy z trzech głównych nurtów islamu (obok sunnizmu i szyizmu). Był pierwszą grupą rozłamową w tej religii, powstałą wskutek sporu o sukcesję do tronu kalifa.

## Geneza

sunnici, szyici i charydżyci.

Charydżyci oddzielili się od głównego nurtu islamu podczas bitwy pod Siffin (657), gdy Ali przyjął pertraktacje, czym zraził do siebie część swych zwolenników, uważających iż jedynie walka rozstrzygnąć może spór o sukcesję po proroku. Część jego armii odeszła, uznając, że sprzeciwił się woli Boga. Zaczęli zwalczać kolejnych kalifów, zabijając samego Alego i walcząc potem z Umajjadami.

## Charakterystyka
Charadżyci od początku byli nurtem fundamentalistycznym. Podstawą ich doktryny („słusznej drogi”, huda) był sam Koran i najwcześniejsza nauka Mahometa w sposób dosłowny. Odstępców od niej zwalczano wszelkimi siłami. Dżihad uznawany jest za szósty filar wiary.
Charydżyci czuli odrazę do koncepcji głoszącej, że namiestnictwo Proroka jest dostępne tylko dla członków wybranych klanów, jak to utrzymują szyici. Twierdzili zaś, że kalifem może być obrany każdy głęboko wierzący i prawy muzułmanin, podobnie zresztą jak w przypadku odejścia od czystego islamu powinien być usuwany. Angażowali się w gwałtowne zamachy terrorystyczne, skierowane przeciwko muzułmanom niepodzielającym ich poglądów. Różnice, które wystąpiły w historii islamu, odnosiły się w mniejszym stopniu do zagadnień teoretycznych i dogmatycznych, zaś w większym do zagadnień społeczno-politycznych. Sekty w islamie różniły się między sobą w sprawach teologii, ale większe różnice występowały w sprawach praktycznych, np. kto powinien kierować społecznością muzułmańską.
Jest to doktryna surowa moralnie i egalitarystyczna. Nie uznają rozróżnienia między wiarą a czynami, twierdząc, iż osoba popełniająca ciężki grzech staje się niewiernym. Obecnie istnieje tylko najmniej radykalna ich gałąź: ibadyci w Algierii, Omanie i Bahrajnie.

## Gałęzie charydżyzmu
- azrakici
- sufryci
- ibadyci
- harūrīja
- nadżdyci